# Deutsche Nordische Skimeisterschaften 1968
Die Deutschen Nordischen Skimeisterschaften 1968 fanden vom 21. bis zum 25. Februar im niedersächsischen Altenau und am 2. und 3. März im bayerischen Zwiesel statt. Damit fanden erstmals Wettbewerbe der deutschen nordischen Skimeisterschaften in Niederbayern statt. Die Sprungläufe wurden auf der Große-Altenau-Schanze abgehalten, die im Vorfeld der Meisterschaften modernisiert wurde, sodass der kritische Punkt bei 80 Metern lag. Der überragende Athlet der Meisterschaften war einmal mehr Walter Demel, der neben den drei Einzelrennen auch mit der bayerischen Staffel den Meistertitel im Skilanglauf gewann. Mit sieben von neun Titeln war der Bayerische Skiverband mit Abstand am erfolgreichsten.

## Programm und Zeitplan
| Datum            | Uhrzeit | Ereignis                  | Geschlecht | Ort     |
| ---------------- | ------- | ------------------------- | ---------- | ------- |
| Mi., 21. Februar | 09:00   | 30-km-Langlauf            | Männer     | Altenau |
| Do., 22. Februar | 10:00   | 5-km-Langlauf             | Frauen     | Altenau |
| Do., 22. Februar | 13:30   | Kombinationsspringen      | Männer     | Altenau |
| Fr., 23. Februar | 08:30   | 15-km-Langlauf            | Männer     | Altenau |
| Fr., 23. Februar | 10:30   | 3 × 5-km-Verbandsstaffel  | Frauen     | Altenau |
| Sa., 24. Februar | 09:00   | 4 × 10-km-Verbandsstaffel | Männer     | Altenau |
| Sa., 24. Februar | 14:00   | Ausscheidungsspringen     | Männer     | Altenau |
| So., 25. Februar | 13:30   | Skispringen               | Männer     | Altenau |
|                  |         |                           |            |         |
| Sa., 2. März     | 09:00   | Begrüßung                 |            | Zwiesel |
| Sa., 2. März     | 09:30   | 4 × 10-km-Vereinsstaffel  | Männer     | Zwiesel |
| So., 3. März     | 08:30   | 50-km-Skimarathon         | Männer     | Zwiesel |

## Skilanglauf

### Frauen

#### 5km
| Platz | Name              | Verein           | Zeit (h)  |
| ----- | ----------------- | ---------------- | --------- |
| 01    | Monika Mrklas     | SK Meinerzhagen  | 0:21:07,2 |
| 02    | Barbara Barthel   | SC Wunsiedel     | 0:22:18,5 |
| 03    | Michaela Endler   | WSV Oberaudorf   | 0:22:19,1 |
| 04    | Ursula Döttinger  | SZ Urbach        | 0:23:17,9 |
| 05    | Ingrid Rothfuß    | SV Mitteltal     | 0:23:52,9 |
| 06    | Annemie Amslinger | TV Altötting     | 0:24:10,1 |
| 07    | Mechthild Achtel  | MTK Bad Harzburg | 0:25:04,2 |
| 08    |                   |                  |           |
| 09    | Renate Braun      | SV Baiersbronn   | 0:25:50,1 |
| 10    | Inge Fuchs        | WSV Braunlage    | 0:25:54,9 |

Datum: Donnerstag, 22. Februar 1968
Am zweiten Tag starteten auch die Frauen in die Meisterschaften. Bereits im Vorfeld war erwartet worden, dass Monika Mrklas die Vorjahresmeisterin Barbara Barthel ablösen würde, schließlich belegte Mrklas in der Qualifikation für und bei Olympia stets höhere Platzierungen als Barthel. Tatsächlich entthronte Mrklas die zwei Jahre ältere Barthel mit einem deutlichen Vorsprung. Deutlich spannender war der Kampf um die Silbermedaille, den Barthel gegen die dritte deutsche Olympiateilnehmerin Michaela Endler für sich entscheiden konnte. Das relativ langsame Rennen konnte durch starken Nebel und Temperaturen über dem Gefrierpunkt erklärt werden. Insgesamt gingen 22 Athletinnen an den Start.

#### Verbandsstaffel
| Platz | Namen                                             | Verband                   | Zeit (h)  |
| ----- | ------------------------------------------------- | ------------------------- | --------- |
| 01    | Michaela Endler Annemie Amslinger Barbara Barthel | BSV I (Bayern)            | 1:07:28,7 |
| 02    | Ingrid Rothfuß Renate Braun Ursula Döttinger      | SSV (Schwaben)            | 1:12:17,0 |
| 03    | Inge Schütte Monika Mrklas Barbara Grösche        | WSV (Nordrhein-Westfalen) | 1:12:33,4 |
| 04    | Mechthild Achtel Inge Fuchs Monika Schnieber      | Harz I (Niedersachsen)    | 1:15:30,0 |

Datum: Freitag, 23. Februar 1968

Weitere Platzierungen:

5. Platz: Bayern II (1:15:49,7 h)

6. Platz: Harz III (1:20:23,9 h)

7. Platz: Harz II (1:20:31,4 h)

In der gleichen Besetzung wie im Vorjahr verteidigte die Staffel des Bayerischen Skiverbands den Meistertitel in der Verbandsstaffel der Frauen. Unter den 21 Athletinnen in sieben Teams stach Michaela Endler mit der schnellsten Laufzeit (21:23,6 min) heraus.

### Männer

#### 15 km
| Platz | Name                | Verein            | Zeit (h)  |
| ----- | ------------------- | ----------------- | --------- |
| 01    | Walter Demel        | SC Zwiesel        | 0:47:51   |
| 02    | Karl Buhl           | SC Sonthofen      | 0:49:01   |
| 03    | Ludwig Reiser       | SC Partenkirchen  | 0:50:46,8 |
| 04    | Herbert Steinbeißer | SC Ruhpolding     | 0:51:00   |
| 05    | Alfons Dorner       | WSV Reit im Winkl | 0:51:05   |
| 06    | Eduard Lengg        | WSV Reit im Winkl | 0:51:29   |
| 07    | Anton Reiter        | WSV Reit im Winkl | 0:51:33   |
| 08    | Siegfried Weiß      | SZ Brend          | 0:51:44   |
| 09    | Xaver Kraus         | WSV Reit im Winkl | 0:52:12   |
| 10    | Helmut Gerlach      | WSV Braunlage     | 0:52:16   |

Datum: Freitag, 23. Februar 1968
Der beste mitteleuropäische Langläufer bei den Olympischen Winterspielen 1968 dominierte erwartungsgemäß die Kurzdistanz bei den deutschen Meisterschaften: Der 32 Jahre alte Walter Demel gewann mit 70 Sekunden Vorsprung auf den „ewigen Zweiten“ Karl Buhl. Elfter wurde der Kombinationssieger Ralph Pöhland (52:21 min).

#### 30 km
| Platz | Name                | Verein            | Zeit (h)  |
| ----- | ------------------- | ----------------- | --------- |
| 01    | Walter Demel        | SC Zwiesel        | 1:38:30,9 |
| 02    | Siegfried Weiß      | SZ Brend          | 1:41:04,7 |
| 03    | Karl Buhl           | SC Sonthofen      | 1:41:29,9 |
| 04    | Herbert Steinbeißer | SC Ruhpolding     | 1:43:12,5 |
| 05    | Gerhard Gehring     | SC Fischen        | 1:44:36,6 |
| 06    | Eduard Lengg        | WSV Reit im Winkl | 1:45:18,3 |

Datum: Mittwoch, 21. Februar 1968
Die 97 Teilnehmer liefen zwei 15-km-Schleifen. Während der Erfolg Walter Demels erwartet wurde, galt der zweite Platz des vierfachen deutschen Altmeisters und Olympiateilnehmers Siegfried Weiß als Überraschung.

#### 50 km
| Platz | Name                 | Verein            | Zeit (h)  |
| ----- | -------------------- | ----------------- | --------- |
| 01    | Walter Demel         | SC Zwiesel        | 2:18:41,6 |
| 02    | Siegfried Weiß       | SZ Brend          | 2:24:35,2 |
| 03    | Eduard Lengg         | WSV Reit im Winkl | 2:24:55,2 |
| 04    | Max Ruppauer         | SC Fischen        | 2:27:19,8 |
| 05    | Helmut Gerlach       | WSV Braunlage     | 2:28:19,3 |
| 06    | Herbert Steinbeißer  | SC Ruhpolding     | 2:29:41,1 |
| 07    | Xaver Kraus          | WSV Reit im Winkl | 2:29:39,2 |
| 08    | Karl Zellner         | SC Ruhpolding     | 2:30:15,3 |
| 09    | Peter Uhlig          | SV Baiersbronn    | 2:31:51,3 |
| 10    | Peter Weiß           | SZ Brend          | 2:32:01,3 |
| 11    | Anderl Hackl         | SC Bodenmais      | 2:32:05,9 |
| 12    | Josef Niedermeier    | WSV Reit im Winkl | 2:32:09,3 |
| 13    | Siegfried Kaltenbach | SC Schonach       | 2:32:17,2 |
| 14    | Simon Stolz          | SC Fischen        | 2:33:16,2 |
| 15    | Andreas Stolz        | SC Fischen        | 2:34:05,1 |
| 16    | Gerhard Gehring      | SC Fischen        | 2:34:36,7 |
| 17    | Hubert Merkel        | SC Ruhpolding     | 2:36:44,6 |
| 18    | Klaus Duffner        | SC Schonach       | 2:37:04,7 |
| 19    | Werner Beyer         | WSV Braunlage     | 2:37:55,6 |
| 20    | Georg Gürster        | SC Bodenmais      | 2:37:55,6 |

Datum: Sonntag, 3. März 1968
Auch im Skimarathon über 50 Kilometer war Walter Demel nicht zu besiegen. Im heimischen Zwiesel war er fast sechs Minuten früher als der zweitplatzierte Siegfried Weiß über die Ziellinie gelaufen. Als Letzter der 74 Teilnehmer kam Helmut Hofmann (TG Walhalla Regensburg) mit einer Laufzeit von 3:32:39,2 h vor rund 2000 Zuschauern ins Ziel. Die Loipe, welche vielerorts als ideal bezeichnet wurde und drei Schleifen à 16,7 Kilometer beinhaltete, war von Streckenchef Max Fuchs konzipiert worden. Im Anschluss an das Rennen fand die Siegerehrung unter der Anwesenheit des bayerischen Staatssekretärs Josef Bauer auf dem Stadtplatz Zwiesel statt. Dabei wurde Demel mit dem Goldenen Ski und weiteren Präsenten ausgezeichnet.

#### Verbandsstaffel
| Platz | Namen                                                         | Verband                | Zeit (h) |
| ----- | ------------------------------------------------------------- | ---------------------- | -------- |
| 01    | Karl Buhl Ludwig Reiser Herbert Steinbeißer Walter Demel      | BSV I (Bayern)         | 2:14:15  |
| 02    | Josef Niedermeier Stolz Max Ruppaner Gerhard Gehring          | BSV III (Bayern)       | 2:20:13  |
| 03    | Alfons Dorner Eduard Lengg Xaver Kraus Anton Reiter           | BSV II (Bayern)        | 2:20:19  |
| 04    | Klaus Ganter Ralph Pöhland Anton Steinebrunner Siegfried Weiß | SVS I (Schwarzwald)    | 2:21:35  |
| 05    |                                                               | SVS II (Schwarzwald)   | 2:24:57  |
| 06    | Weichert Wilhelm Schmidt Werner Beyer Helmut Gerlach          | Harz I (Niedersachsen) | 2:25:19  |

Datum: Samstag, 24. Februar 1968
Zum siebenten Mal hintereinander holte die bayerische Verbandsstaffel den Meistertitel. Mit der Tagesbestzeit von 32:28 Minuten trug erneut Walter Demel zum Erfolg teil. Nachdem die Staffel Schwarzwald I aufgrund eines Skibruchs von Toni Steinebrunner auf den vierten Platz zurückgefallen war, belegte Bayern auch die Ränge zwei und drei. Es gab ein Teilnehmerfeld von 25 Teams.

#### Vereinsstaffel
| Platz | Namen                                                      | Verein              | Zeit (h) |
| ----- | ---------------------------------------------------------- | ------------------- | -------- |
| 01    | Alfons Dorner Xaver Kraus Eduard Lengg Anton Reiter        | WSV Reit im Winkl I | 2:04:44  |
| 02    | Hubert Merkel Theo Merkel Karl Zellner Herbert Steinbeißer | SC Ruhpolding I     | 2:07:55  |
| 03    | Peter Weiß Siegfried Weiß Waldvogel Karl-Heinz Scherzinger | SZ Brend            | 2:08:33  |
| 04    | Detlef Nirschl Emil Lettenmeier Anton Schmid Walter Demel  | SC Zwiesel I        | 2:08:46  |
| 05    | Max Ruppauer Andreas Stolz Simon Stolz Gerhard Gehring     | SC Fischen          | 2:10:05  |
| 06    | Werner Krebs Wilhelm Schmidt Werner Beyer Helmut Gerlach   | WSV Braunlage I     | 2:10:33  |

Datum: Samstag, 2. März 1968

Weitere Platzierungen:

7. Platz: SC Schonach (2:10:35 h)

8. Platz: WSV Reit im Winkl II (2:13:06 h)

9. Platz: SC Hochvogel München (2:13:23 h)

10. Platz: SV Baiersbronn (2:14:59 h)

11. Platz: SC Bodenmais (2:16:09 h)

12. Platz: SC Ruhpolding II (2:17:51 h)

13. Platz: TS Marktredwitz-Dörflas (2:18:50 h)

14. Platz: SK Hannover (2:19:07 h)

15. Platz: WSV Rabenstein (2:20:58 h)

16. Platz: WSV Braunlage II (2:22:10 h)

17. Platz: SC Zwiesel AH (2:23:53 h)

18. Platz: DAV Freising (2:24:57 h)

19. Platz: SC Zwiesel II (2:26:43 h)

20. Platz: TVGN Kirchenlamitz (2:29:30 h)

21. Platz: WSV Wolfenbüttel (2:36:40 h)

An der Vereinsstaffel nahmen 23 Teams, darunter zwei Polizei-Divisionen in der Gästeklasse, teil. Der SC Taunus Frankfurt musste seinen Start aufgrund eines Unfalls auf der Anfahrt, bei der trotz Auto-Totalschadens alle Insassen unverletzt blieben, absagen. Etwa 3000 Zuschauer verfolgten das Rennen, bei dem Walter Demel (29:10 min) die schnellste Einzelzeit vorweisen konnte. Meister wurde die erste Staffel des favorisierten WSV Reit im Winkl.

## Nordische Kombination

### Einzel
| Platz | Name             | Ort               | Gesamtpunkte |
| ----- | ---------------- | ----------------- | ------------ |
| 01    | Ralph Pöhland    | SC Hinterzarten   | 484,58       |
| 02    | Franz Keller     | SK Nesselwang     | 479,24       |
| 03    | Günther Naumann  | TSV Urach         | 432,63       |
| 04    | Eduard Lengg     | WSV Reit im Winkl | 424,34       |
| 05    | Hans Rudhart     | WSV Isny          | 418,79       |
| 06    | Horst Möhwald    | SC Spitzingsee    | 397,06       |
| 07    | Ernst Wursthorn  | SZ Breitnau       | 390,52       |
| 08    | Konrad Namberger | SC Ruhpolding     | 372,22       |

Datum: Donnerstag, 22. Februar und Freitag, 23. Februar 1968
Einen Sensationssieg feierte der Klingenthaler Ralph Pöhland bei den Meisterschaften der Kombinierer, denn mit Franz Keller besiegte er keinen Geringeren als den frischgebackenen Olympiasieger. Letzterer lag nach Sprüngen auf 77 und 75,5 Metern (263,0 Punkten) noch deutlich vor Pöhland (76 und 75,5 m; 245,0) und Ernst Wursthorn (220,0) in Führung, ehe Pöhland mit der zweitbesten Laufzeit am 1:57 Minuten langsameren Keller vorbeizog: „Ich weiß zwar nicht genau, warum ich so viel langsamer war, aber Pöhland war heute der eindeutig Bessere“, so Keller nach Rennende. Die stärkste Laufleistung präsentierte der erfahrene Eduard Lengg, doch musste sich dieser letztlich nur mit dem vierten Rang begnügen. Bronze gewann Gunter Naumann vom TSV Urach.

## Skispringen

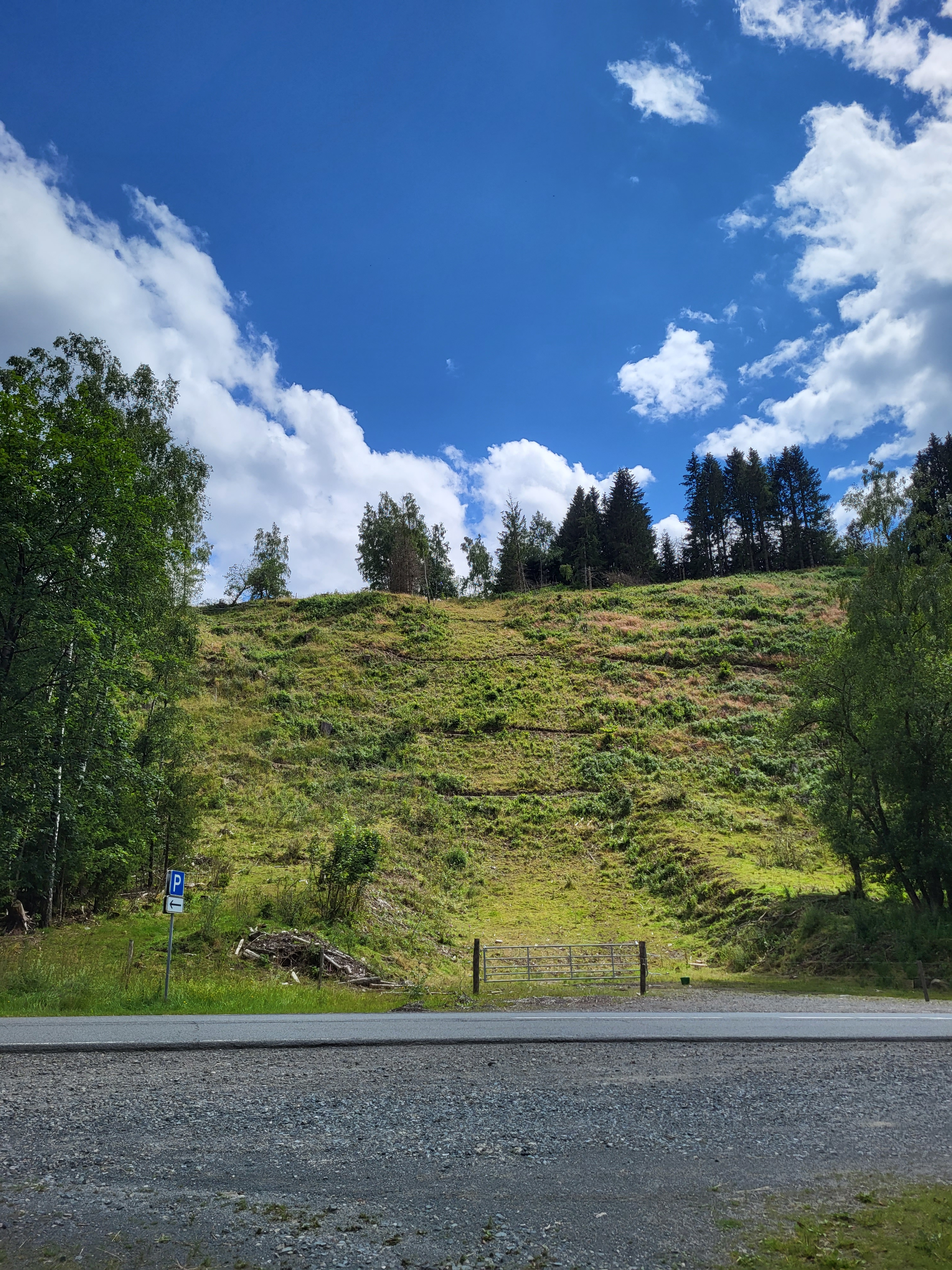
Auslauf der ehemaligen Große Altenau Schanze 2024

### Normalschanze
| Platz | Name            | Verein                   | Weite 1 | Weite 2 | Punkte |
| ----- | --------------- | ------------------------ | ------- | ------- | ------ |
| 01    | Günther Göllner | 1. FC Bayreuth           | 79,5 m  | 79,0 m  | 236,0  |
| 02    | Franz Keller    | SK Nesselwang            | 75,0 m  | 77,0 m  | 217,6  |
| 03    | Ralph Pöhland   | SC Hinterzarten          | 77,0 m  | 75,0 m  | 211,6  |
| 04    | Oswald Schinze  | SC Willingen             | 73,0 m  | 80,0 m  | 210,7  |
| 05    | Heini Ihle      | SC Oberstdorf            | 78,0 m  | 74,0 m  | 210,6  |
| 06    | Walter Lampe    | WSV Clausthal-Zellerfeld | 77,0 m  | 75,5 m  | 210,4  |
| 07    | Henrik Ohlmeyer | SK Bischofsgrün          | 73,5 m  | 74,0 m  | 203,4  |
| 08    | Alfred Winkler  | SK Winterberg            | 71,0 m  | 77,0 m  | 201,5  |
| 09    | Wolfgang Happle | SK Meinerzhagen          | 73,0 m  | 71,0 m  | 196,0  |
| 10    | Alfred Grosche  | SK Winterberg            | 69,0 m  | 73,5 m  | 187,6  |

Datum: Sonntag, 25. Februar 1968

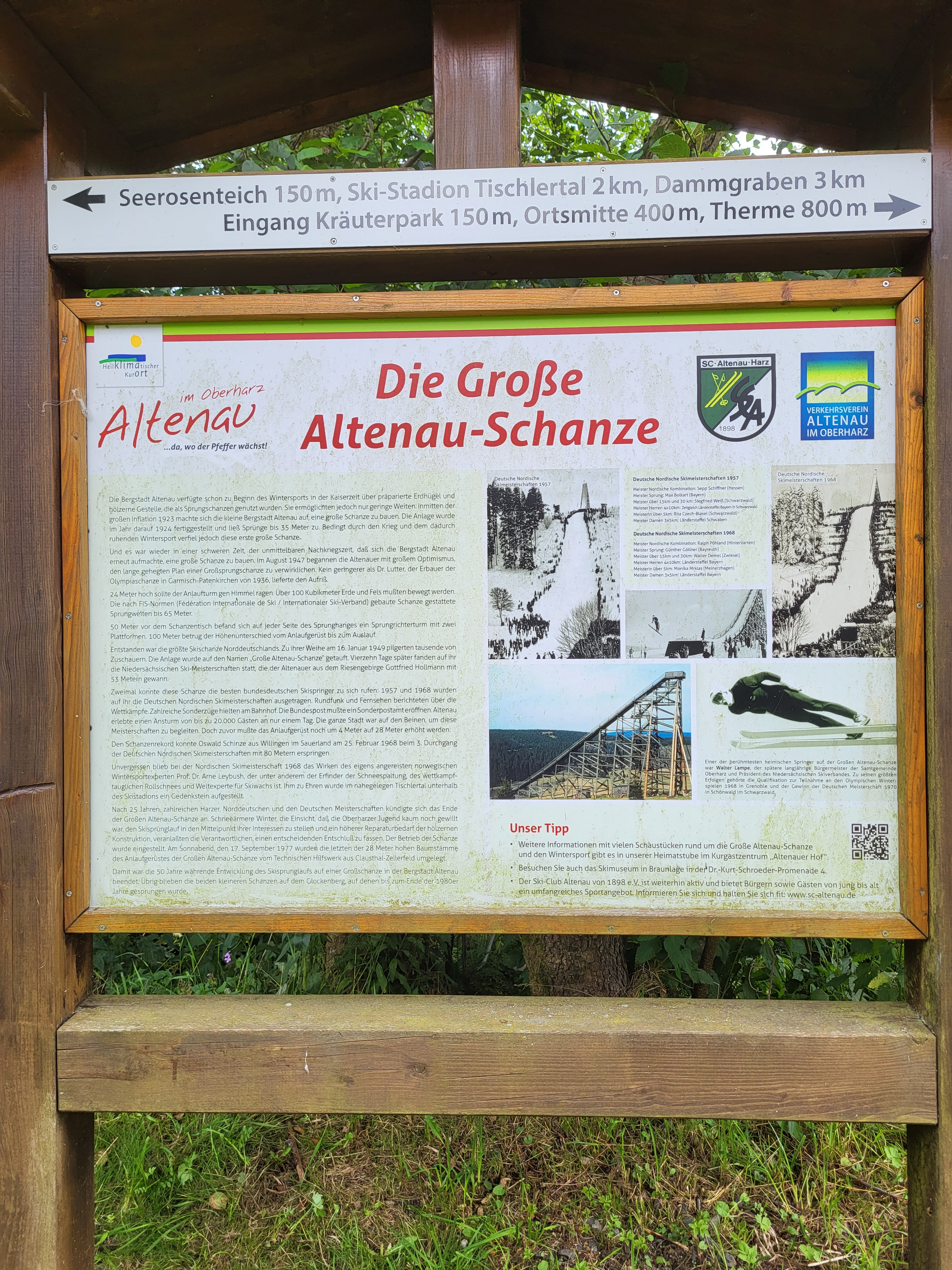
Informationen Große Altenau Schanze

Der Wettkampf um die deutsche Skisprungmeisterschaft wurde vor etwa 10.000 Menschen auf der großen Altenau-Schanze ausgetragen. Das überaus spannende Springen mit 45 Athleten gewann der Bayreuther Günther Göllner vor den Kombinierern Franz Keller und Ralph Pöhland. Titelverteidiger Wolfgang Schüller wurde seinen Erwartungen nicht gerecht und landete abgeschlagen im Mittelfeld. Im dritten Durchgang sprang Oswald Schinze (80 m) auf der modernisierten Schanzen einen neuen Schanzenrekord.

## Zeitungsartikel und Weblinks
- Keine Pause für nordische Olympia-Teilnehmer. In: Passauer Neue Presse. Ausgabe Nr. 42 vom Dienstag, dem 20. Februar 1968.
- 21. deutscher Meistertitel für Walter Demel. In: Passauer Neue Presse. Ausgabe Nr. 44 vom Donnerstag, dem 22. Februar 1968.
- Monika Mrklas entthronte Barbara Barthel. In: Passauer Neue Presse. Ausgabe Nr. 45 vom Freitag, dem 23. Februar 1968.
- Olympiasieger Franz Keller von Pöhland besiegt. In: Passauer Neue Presse. Ausgabe Nr. 46 vom Samstag, dem 24. Februar 1968.
- Demel errang mit der Staffel 23. Titel. In: Passauer Neue Presse. Ausgabe Nr. 47 vom Montag, dem 26. Februar 1968.
- Entscheidung fiel erst mit dem letzten Sprung. In: Hamburger Abendblatt. Ausgabe Nr. 48 vom Montag, dem 26. Februar 1968, S. 10.[2]
- F. Schropp: Demel gewann gestern 24. deutsche Meisterschaft. In: Passauer Neue Presse. Ausgabe Nr. 53 vom Montag, dem 4. März 1968.